# Реншерна, Мэрта Хелена
Мэрта Хелена Реншерна (швед. Märta Helena Reenstierna; 16 сентября 1753 года — 12 января 1841 года), также известна как фон Шнелль (von Schnell) и как Орста (Årstafrun) — шведская писательница, автор известных дневников. Ее личные дневники были написаны с 1793 по 1839 год, хранятся в архивах Музея северных стран в Стокгольме. Они были опубликованы в 1946—1953 годах как дневники Årstadagboken. Считаются интересным культурным историческим памятником, описывающим повседневную жизнь людей своего времени в Швеции.

## Биография

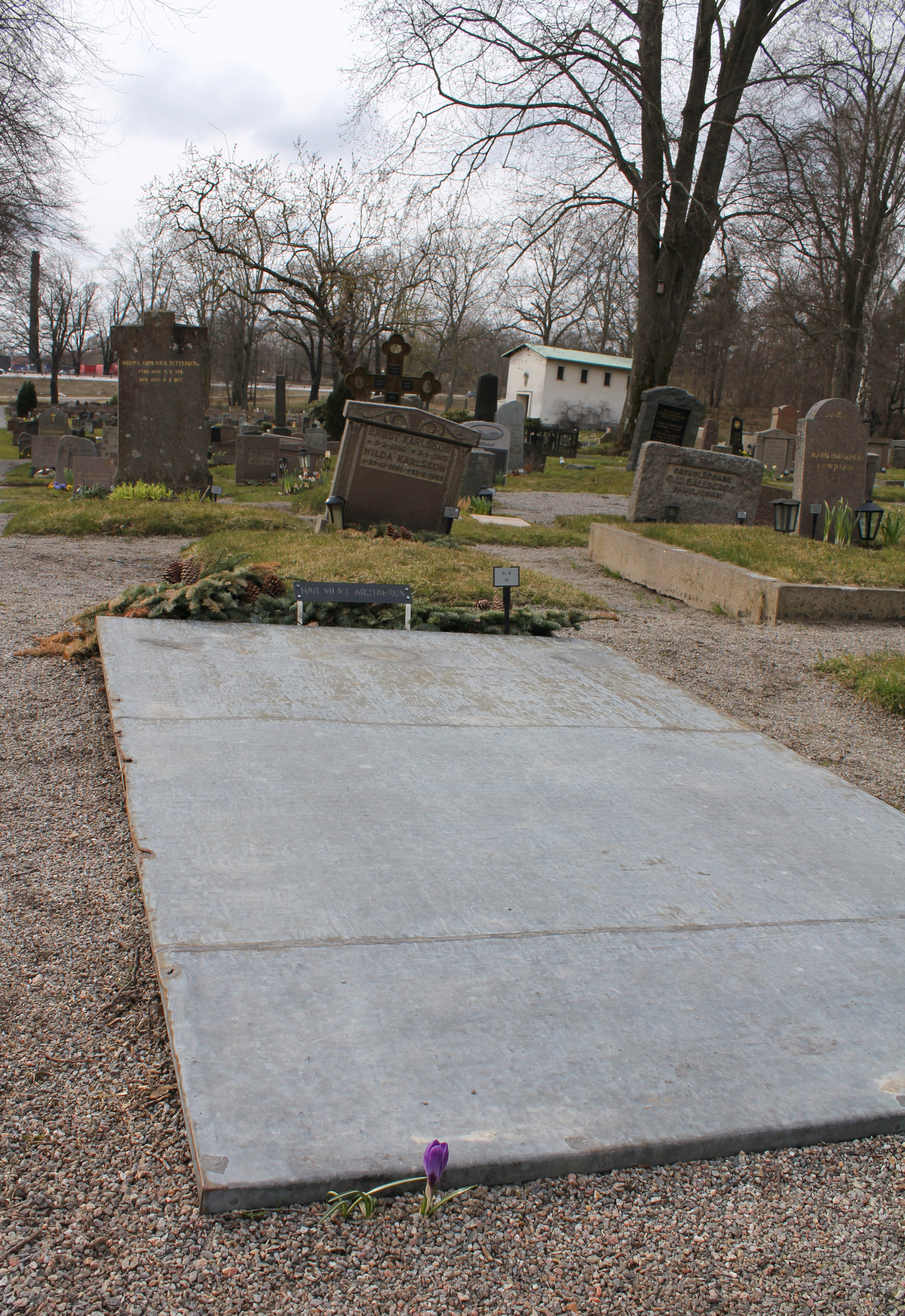
Надгробная плита на могиле Мэрты Реншерны в Стокгольме

Мэрта Хелена Реншерна родилась 16 сентября 1753 года. Была дочерью лейтенанта Абрахама Реншерны (Abraham Reenstierna) и Катарины Марии фон Кёлер (Catharina Maria von Köhler). 6 июня 1775 года она вышла замуж за капитана кавалерии Христиана Генриха фон Шнелль (Christian Henrik von Schnell, 1733—1811). В семье с 1776 по 1787 год родилось восемь детей. Однако только один её сын, Ханс Абрахам (Hans Abraham, 1780—1812), дожил до совершеннолетия. Орста имела относительно большое поместье, на землях которого выращивала табак. Она овдовела в 1811 году, через год потеряла сына, который разбился, упав с лошади. После этой трагедии Арста потеряла интерес к хозяйству, им занялся её родной брат.
Мэрта начала писать своей дневник в 1793 году, что объясняет отсутствие в них записей, касающихся первых восемнадцати лет её замужества. Она писала свой дневник до 1839 года, пока не потеряла зрение. Дневник писательницы изображает повседневную жизнь людей всех сословий в ее усадьбе и окрестностях. Она с подробностями описывает земледельческие работы, уход за животными, погоду, праздники и др. Дневник показывает интерес автора к литературе и театру. В дневнике Орста сосредоточена не на собственных мыслях, а на описании фактов, исторических событий.
Скончалась Мэрта 12 января 1841 года в Стокгольме, в 1969 году она стала героем исторического романа På Årstafruns tid писателя Ларса Виддинга (Lars Widding).